# جونسبورو (لويزيانا)
جونسبورو (بالإنجليزية: Jonesboro, Louisiana)‏ هي بلدة أمريكية تقع في الولايات المتحدة في لويزيانا. يقدر عدد سكانها بـ 3,914 نسمة .

## التركيبة السكانية
حدّد مكتب تعداد الولايات المتحدة بيانات التركيبة السكانية لجونسبورو في تعداد الولايات المتحدة. في ما يلي، التركيبة السكانية حسب تعدادي 2000 و2010.

### تعداد عام 2000
بلغ عدد سكان جونسبورو 3,914 نسمة بحسب تعداد عام 2000، وبلغ عدد الأسر 1,602 أسرة وعدد العائلات 1,013 عائلة مقيمة في البلدة. في حين سجلت الكثافة السكانية 308.2 نسمة لكل كيلومتر مربع (798.2/ميل2). وبلغ عدد الوحدات السكنية 1,852 وحدة بمتوسط كثافة قدره 145.8 لكل كيلومتر مربع (377.6/ميل2).
وتوزع التركيب العرقي للبلدة بنسبة 54.01% من البيض و45.02% من الأمريكيين الأفارقة و0.15% من الأمريكيين الأصليين و0.33% من الأمريكيين ذوي الأصول الآسيوية و0.03% من الأعراق الأخرى و0.46% من عرقين مختلطين أو أكثر و0.43% من الهسبانيون أو اللاتينيون من أي عرق.
بلغ عدد الأسر 1,602 أسرة كانت نسبة 33.8% منها لديها أطفال تحت سن الثامنة عشر تعيش معهم، وبلغت نسبة الأزواج القاطنين مع بعضهم البعض 38.3% من أصل المجموع الكلي للأسر، ونسبة 21.9% من الأسر كان لديها معيلات من الإناث دون وجود شريك،  بينما كانت نسبة 3% من الأسر لديها معيلون من الذكور دون وجود شريكة وكانت نسبة 36.8% من غير العائلات. تألفت نسبة 34.1% من أصل جميع الأسر من عدة أفراد يعيشون في نفس المنزل ونسبة 17.2% كانت تتألف من شخص يعيش بمفرده يبلغ من العمر 65 عاماً أو أكثر. وبلغ متوسط حجم الأسرة المعيشية 2.33، أما متوسط حجم العائلات فبلغ 2.98.
بلغ العمر الوسطي للسكان 37.3 عاماً. وكانت نسبة 24.8% من القاطنين تحت سن الثامنة عشر، وكانت نسبة 10.4% بين الثامنة عشر والرابعة والعشرين عاماً، ونسبة 23.5% كانت واقعةً في الفئة العمرية ما بين الخامسة والعشرين والرابعة والأربعين عاماً، ونسبة 19.7% كانت ما بين الخامسة والأربعين والرابعة والستين، ونسبة 16.9% كانت ضمن فئة الخامسة والستين عاماً فما فوق. يوجد لكل 100 أنثى 81.6 ذكر، ويوجد لكل 100 أنثى في الثامنة عشر من عمرها فما فوق 75.2 ذكر.
بلغ متوسط دخل الأسرة في البلدة 19,734 دولارًا، أما متوسط دخل العائلة فبلغ 28,048 دولارًا. وكان متوسط دخل الذكور 29,071 دولارًا مقابل 18,143 دولارًا للإناث. وسجل دخل الفرد الخاص بالبلدة 12,869 دولارًا. وكانت نسبة 28.7% من العائلات ونسبة 32.2% من السكان تحت خط الفقر، وكان من هؤلاء نسبة 46.7% تحت سن الثامنة عشر ونسبة 16.1% في الخامسة والستين من العمر وما فوق.

### تعداد عام 2010
بلغ عدد سكان جونسبورو 4,704 نسمة بحسب تعداد عام 2010، وبلغ عدد الأسر 1,573 أسرة وعدد العائلات 1,003 عائلة مقيمة في البلدة. في حين سجلت الكثافة السكانية 370.4 نسمة لكل كيلومتر مربع (959.3/ميل2). وبلغ عدد الوحدات السكنية 1,852 وحدة بمتوسط كثافة قدره 145.8 لكل كيلومتر مربع (377.6/ميل2).
وتوزع التركيب العرقي للبلدة بنسبة 42.69% من البيض و55.55% من الأمريكيين الأفارقة و0.13% من الأمريكيين الأصليين و0.28% من الأمريكيين ذوي الأصول الآسيوية و0.17% من الأعراق الأخرى و1.19% من عرقين مختلطين أو أكثر و0.79% من الهسبانيون أو اللاتينيون من أي عرق.
بلغ عدد الأسر 1,573 أسرة كانت نسبة 35% منها لديها أطفال تحت سن الثامنة عشر تعيش معهم، وبلغت نسبة الأزواج القاطنين مع بعضهم البعض 33.1% من أصل المجموع الكلي للأسر، ونسبة 25.4% من الأسر كان لديها معيلات من الإناث دون وجود شريك،  بينما كانت نسبة 5.2% من الأسر لديها معيلون من الذكور دون وجود شريكة وكانت نسبة 36.2% من غير العائلات. تألفت نسبة 33.1% من أصل جميع الأسر من عدة أفراد يعيشون في نفس المنزل ونسبة 13.5% كانت تتألف من شخص يعيش بمفرده يبلغ من العمر 65 عاماً أو أكثر. وبلغ متوسط حجم الأسرة المعيشية 2.36، أما متوسط حجم العائلات فبلغ 2.99.
بلغ العمر الوسطي للسكان 34.7 عاماً. وكانت نسبة 22.2% من القاطنين تحت سن الثامنة عشر، وكانت نسبة 11% بين الثامنة عشر والرابعة والعشرين عاماً، ونسبة 30.2% كانت واقعةً في الفئة العمرية ما بين الخامسة والعشرين والرابعة والأربعين عاماً، ونسبة 21.7% كانت ما بين الخامسة والأربعين والرابعة والستين، ونسبة 15% كانت ضمن فئة الخامسة والستين عاماً فما فوق. وتوزع التركيب الجنسي للسكان بنسبة 54.1% ذكور و45.9% إناث.

## أعلام
- إد ووكر
- جيري روبنسون
- بوب هوبكنز
- جوني روبنسون
- جون جارنجتون